# Tim Witherspoon
Pour les articles homonymes, voir Witherspoon.
Tim Witherspoon est un boxeur américain né le 27 décembre 1957 à Philadelphie.

## Carrière

### Débuts
Après une courte carrière amateur, Tim Witherspoon combat pour la première fois en professionnel le 30 octobre 1979. Après 11 victoires de rang dans les deux années suivantes, ayant de surcroît été sparring partner de Mohamed Ali en 1980, il connait son premier test le 5 décembre 1981 contre Alfonso Ratliff, invaincu en 13 combats, et le bat par KO technique dans la 7e reprise. Le 5 juin 1982, il bat le challenger mondial Renaldo Snipes par décision majoritaire des juges après 10 rounds, ce qui le classe 3e de la WBC et lui ouvre les portes pour un championnat du monde.

### Tim Witherspoon contre Larry Holmes
Le 20 mai 1983, il combat Larry Holmes, champion du monde depuis 5 ans. Ce dernier est donné favori à 8 contre 1. Holmes utilise surtout son jab dans les premières reprises. A quelques reprises, Witherspoon malmène son adversaire, notamment dans une 9e reprise très animée. Malgré la réplique du champion dans la 10e, Witherspoon se permet également de le narguer. 
A l'issue des 12 rounds, le visage de Holmes est visiblement tuméfié, et pour la première fois depuis sa conquête du titre en 1978, la décision des juges est partagée, l'un donnant la victoire à Witherspoon, mais les deux autres la donnent à Holmes qui conserve son titre, Witherspoon connait sa première défaite en professionnel.

### Champion du monde
Il remporte ses deux combats suivants, contre Floyd Cummings qu'il bat par décision unanime en 10 rounds, et James Tillis, pour la ceinture nord-américaine NABF, qu'il bat par KO technique dès la 1re reprise.
Classé N°2 par la WBC, il obtient ainsi un second combat pour le titre l'année suivante après que Holmes ait laissé son titre vacant. C'est ainsi que le 9 mars 1984, il devient champion du monde poids lourds WBC en battant son compatriote Greg Page par décision majoritaire des juges après 12 rounds. Il est néanmoins détrôné par Pinklon Thomas dès le combat suivant, le 31 août 1984 qui le bat par décision majoritaire des juges.

### Vers une nouvelle chance mondiale
Tim Witherspoon aligne alors une nouvelle série de victoires. Il reconquiert notamment le titre NABF qu'il avait laissé vacant, en battant James Broad le 29 avril 1985, un barrage de coups de Witherspoon poussant l'arbitre à arrêter le combat dès la 2e reprise. Il défend cette ceinture victorieusement contre James Smith le 15 juin 1985, battu par décision unanime. Après 2 nouvelles victoires, il obtient une nouvelle chance mondiale.

### Reconquête du titre de champion du monde
Challenger n°1 selon la WBA, le 17 janvier 1986, Witherspoon combat Tony Tubbs pour le titre de champion du monde poids lourds WBA, qu'il remporte à nouveau, par décision majoritaire des juges après 15 reprises. Testé positif à la marijuana après le combat, on inflige une amende de 25 000 dollars à Witherspoon. La WBA ordonne une revanche mais un accord sera trouvé pour un match contre un boxeur plus en vue : L'anglais Frank Bruno.
Witherspoon combat Frank Bruno pour sa première défense le 19 juillet 1986, à Wembley. Bruno touche Witherspoon dans le 3e round, qui résiste et prend de l'avance sur les cartes des juges. Il touche sévèrement Bruno d'une combinaison de coups dans le 11e round, en position assise sur les cordes, le coin de Bruno jette l'éponge, Witherspoon conserve son titre.
Il est néanmoins battu par KO technique lors de son combat suivant dès le 1er round, envoyé 3 fois à terre par James Smith auquel il accordait une revanche, le 12 décembre 1986.

### Années suivant son titre
Tim Witherspoon reste un boxeur en vue lors des années suivantes, sur le ring comme en dehors. Sur le ring, il enchaine 8 victoires avant de remporter le titre de champion des États-Unis USBA, contre l'ancien challenger mondial Carl "The truth" Williams le 8 mars 1991 par décision partagée, titre qu'il défend victorieusement contre Art Tucker en le battant par KO technique en 3 rounds. En dehors du ring, il parvient à gagner un procès contre Don King qu'il accuse de spoliation lors de son match contre Frank Bruno, et gagnera 1 million de livres.
Le 21 juillet 1992, il connait une défaite surprise par décision partagée des juges, contre Everett Martin, qui sortait pourtant de 9 défaites consécutives. Il remporte un combat le mois suivant, mais par la suite ne combat plus pendant 2 ans, faisant son retour en août 1994, à l'âge de 38 ans, après avoir signé un contrat de retransmission de ses combats sur HBO. Il remporte alors 7 victoires consécutives, entre autres contre le champion du monde lourds-légers Alfred Cole le 12 janvier 1996, et Jorge Luis Gonzalez le 10 mai 1996.

### Déclin
Le 14 décembre 1996, il est battu par décision unanime par Ray Mercer dans un combat serré. Ce combat marque le début de 3 années difficiles pour Witherspoon : Avant sa défaite contre Mercer, il ne comptait que 4 défaites en 49 combats depuis ses débuts en 1979, mais il va par la suite enchainer 5 défaites, contre Larry Donald, Jimmy Thunder, Andrew Golota, Brian Nielsen, et Greg Page, le 18 juin 1999, dans un combat revanche 15 ans après le précédent.
Au début des années 2000, il remporte néanmoins quelques victoires contre des boxeurs nettement plus jeunes, comme Elieser Castillo ou Darroll Wilson. Le 22 septembre 2002, il combat Lou Savarese pour le titre intercontinental vacant WBO. Bien que touchant Savarese dans le 1re round, il est battu par KO technique dans le 5e. Il combat une dernière fois à 45 ans, face à Brian Nix, le 15 mars 2003, et est battu par décision partagée des juges. Il met fin à sa carrière à la suite de ce combat.